# Yui Ichikawa
Yui Ichikawa (市川由衣?, Ichikawa Yui; Tokyo, 10 febbraio 1986) è un'attrice, cantante e modella giapponese, soprannominata Yuinyan.
Dopo aver iniziato la carriera come idol (アイドル, Aidoru) dai primi anni 2000 ha cominciato a partecipare a sempre più numerosi ruoli in dorama e pellicole cinematografiche. Tra le sue partecipazioni più importanti quelle nella versione live action ispirata al manga Nana e nella serie di film di Ju-on. Lavora sotto l'etichetta Ke-on.

## Filmografia

### Cinema
- 2002: Ju-on: Rancore
- 2004: Ju-on: Rancore 2
- 2004: Zebraman, regia di Takashi Miike
- 2005: Zoo
- 2005: About Love
- 2005: School Daze
- 2006: Forbidden Siren
- 2006: Rough
- 2006: Nana 2
- 2008: Onbu To Konbu (2008)
- 2008: Kurosagi

### Televisione
- Koinaka (Fuji TV, 2015)
- Last Cinderella (Fuji TV, 2013, ep1)
- Tokyo Zenryoku Shojo (NTV, 2012)
- Summer Rescue (TBS, 2012)
- Mou Ichido Kimi ni, Propose (TBS, 2012)
- Bull Doctor (NTV, 2011, ep2)
- Muscle Girl! (TBS, 2011)
- LADY~Saigo no Hanzai Profile~ (TBS, 2011, ep7)
- Katsura Chizuru Shinsatsu Nichiroku (NHK, 2010)
- Hontou ni Atta Kowai Hanashi Urami no Daisho (Fuji TV, 2009)
- My Girl - serie televisiva (TV Asahi, 2009, ep6)
- Inpei Shirei (WOWOW, 2009)
- Love Game - serie televisiva (NTV, 2009, ep5)
- RESCUE (TBS, 2009)
- Kiri no Hi (NTV, 2008)
- Naito Daisuke Monogatari (TBS, 2008)
- Shichinin no Onna Bengoshi 2 (TV Asahi, 2008, ep5)
- 4 Shimai Tantei Dan (TV Asahi, 2008)
- Suisei Monogatari (TBS, 2007)
- Sushi Oji! (TV Asahi, 2007, ep4 and 5)
- Tantei gakuen Q - serie televisiva (NTV, 2007, ep3)
- Doubutsu 119 (NTV, 2007)
- Saigo no Nightingale (NTV, 2006)
- Kurosagi - Il truffatore nero (TBS, 2006)
- Ai to Shi wo Mitsumete (TV Asahi, 2006)
- Rondo (TBS, 2006)
- Kikujiro to Saki 2 (TV Asahi, 2005)
- H2 (TBS, 2005)
- Out Limit (WOWOW, 2005)
- Hotman 2 (TBS, 2004)
- Tengoku e no Ouenka Cheers (2004)
- Wonderful Life (Fuji TV, 2004)
- Ryuuten no ouhi - Saigo no koutei (TV Asahi, 2003)
- Yankee Bokou ni Kaeru (TBS, 2003)
- Hotman (TBS, 2003)
- Taiho Shichauzo (TV Asahi, 2002)
- Gokusen (NTV, 2002, ep7)